# Vulcão Momotombo
Momotombo é um vulcão da Nicarágua com 1.297 metros de altura, próximo a cidade de León. Ele está localizado nas margens do Lago Manágua.  Uma erupção do vulcão em 1610, forçou os habitantes espanhóis, recém-chegados à região, mudarem para outro local. As ruínas da cidade é preservada em León Viejo (León Velha). A última erupção do Momotombo ocorreu em 2015.
A montanha é muito simétrica e sua forma é um símbolo da Nicarágua, surgindo em locais que vão desde caixas de fósforos a murais revolucionários. Este vulcão também era muito popular antes do início da Primeira Guerra Mundial. Muitos turistas visitaram, especialmente em 1904, um ano antes da erupção. O poeta nicaragüense Rubén Darío escreveu o poema "Momotombo" em sua homenagem.[carece de fontes?]
Um grande campo geotérmico está localizado no flanco sul do vulcão. Para subir a montanha, com licença, atravesse a usina geotérmica e siga uma trilha facilmente sinalizada entre as árvores. Devido à natureza ativa do vulcão, bem como à ameaça de deslizamentos de terra, a rota da linha das árvores até o topo está em constante mudança. A maneira mais rápida é subir, através dos pequenos caminhos de avalanches.[carece de fontes?]
Possui um cone mais jovem: Que fica dentro do Lago Manágua.